# نقطة الحاجز

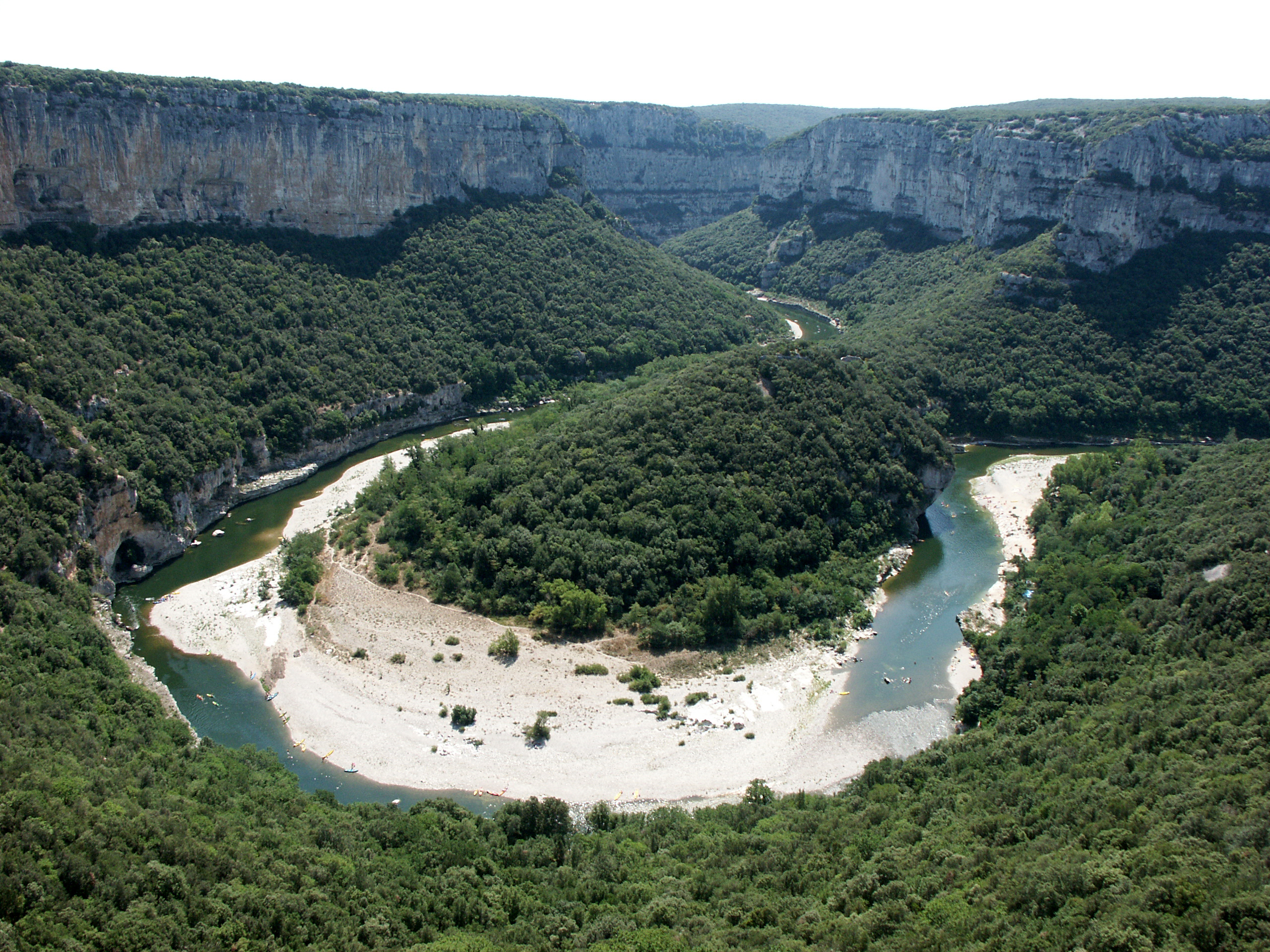
نقطة الحاجز

نقطة الحاجز[بحاجة لمصدر] (بالإنجليزية: Point bar)‏ هي ترسّب التربة عند منعرجات الأنهار أو الجداول المائية لُيشكل حافة بسبب تراكم الطمي وتكون سرعة الجريان في الحافة الخارجية كبيرة مما يُعطي حافة عمودية وعميقة بفعل كل من الحث والنقل، وتتكون أيضاً حافةً داخلية تكون السرعة فيها ضعيفة فيطغى فيها الترسب و تكون قليلة الميلان و منبسطة.